# Derrick Byars
Derrick JaVaughn Byars, né le 25 avril 1984 à Memphis, Tennessee (États-Unis), est un joueur de basket-ball professionnel américain. Il mesure 2,01 m.

## Biographie
Derrick Byars débute en NCAA, le championnat universitaire américain de basket-ball avec les Virginia Cavaliers puis les Vanderbilt Commodores. Drafté en 42e position par les Trail Blazers de Portland en 2007, il s'engage ensuite pour le club allemand de Cologne 99ers où il arrive blessé et ne joue que huit matchs. Il rejoint ensuite la Pro A et la Chorale de Roanne, champion en titre, en tant que pigiste médical de Ron Hale. Il ne dispute que dix matchs. Il rentre en 2008 aux États-Unis où il joue en D-League pour les Bakersfield Jam (49 matchs) avant de partir à nouveau en Allemagne la saison suivante pour le compte de l'ALBA Berlin avec lequel il jouera la finale de l'EuroCoupe. Il s'engage début 2010 pour le club grec du Panellinios Athènes mais n'y joue que cinq matchs en octobre et novembre et rejoint de nouveau le Bakersfield Jam pour le reste de la saison (33 matchs).
Le 31 juillet 2011, il signe pour le vice-champion de France Cholet Basket. Il ne dispute que deux rencontres avec le club avant de quitter celui-ci le 11 novembre 2011.

## Carrière professionnelle
- 2007-2008 :  Cologne 99ers (BBL)
- 2008 :  Chorale de Roanne (Pro A)
- 2008-2009 :  Jam de Bakersfield (D-League)
- 2009-2010 :  Alba Berlin (BBL)
- 2010 :  Panellinios Athènes (ESAKE)
- 2011 :  Jam de Bakersfield (D-League)
- 2011 :  Cholet Basket (Pro A)
- 2012 :  Jam de Bakersfield (D-League)
- 2012 :  Spurs de San Antonio (NBA)
- 2012-2013 :  Alba Berlin (BBL)
- 2013 :  Caciques de Humacao
- 2014 :  Bakersfield Jam (D-League)
- 2014 :  Belfius Mons-Hainaut
- 2014–2015 :  CDB Séville
- depuis 2015 :  Maccabi Rishon LeZion

## Palmarès
- 2010 : Finaliste de l'EuroCoupe

### Distinctions individuelles
- Élu dans le Cinq majeur de la SEC en 2007
- Élu Co-MVP de la SEC en 2007